# Origamifilter
Een origamifilter is bedoeld voor het zetten van thee van losse thee. 
Een origamifilter bestaat uit een ruim filter met daaraan papieren 'ophangoren', waarmee het in een beker kan worden gehangen. De functie van deze filters is hetzelfde als die van een metalen theezeef of thee-ei, met het verschil dat het filter voor eenmalig gebruik is. Het filter kan na gebruik samen met de losse thee weggegooid kan worden bij het gft. In het filter heeft de losse thee meer ruimte om geur en smaak af te geven aan het hete water dan bij een gewoon (voorgevuld) theezakje. 
Bij de productie van theezakjes wordt bovendien vaak gebruik gemaakt van lage kwaliteit theebladeren, zoals het kleine bladafval dat men overhoudt bij de productie van losse thee. Het theefilter kan naar believen gevuld worden met hogere kwaliteit thee. Het filter is gemaakt van biologisch afbreekbaar materiaal. 